# AIB Studi
AIB Studi, già Bollettino AIB, è una rivista sulla biblioteconomica dell'Associazione Italiana Biblioteche, pubblicata dal 1955.

## Storia editoriale
La fondazione della rivista risale al 1955, quando venne pubblicata con il titolo di Notizie AIB. Bollettino dell'Associazione italiana biblioteche, che mantenne fino al 1961 quando il nome mutò in Bollettino d'informazioni - Associazione italiana biblioteche, titolo che mantenne fino al 1991.
Dal 1992 al 2011 la rivista venne pubblicata con il titolo Bollettino AIB - Rivista italiana di biblioteconomia e scienze dell'informazione ed ebbe una versione elettronica parallela. In questi anni il Bollettino fu diretto da Alberto Petrucciani (1992-2000), Giovanni Solimine (2001-2010) e Giovanni Di Domenico (2011).
Dal giugno del 2012 tutti gli articoli già pubblicati in forma cartacea sono stati resi disponibili in formato digitale e ad accesso aperto.
AIB Studi è presente nelle maggiori bibliografie internazionali e banche dati specializzate: Library and Information Science Abstracts (LISA), Library literature, quella del VINITI di Mosca (già Informatics abstracts), Dokumentationsdienst Bibliothekswesen (DOBI) del Deutsches Bibliotheksinstitut e il Bibliographic index, oltre che nelle banche dati bibliografiche Scopus ed Emerging Sources Citation Index (ESCI) di Clarivate.
Direttrice della rivista è Chiara Faggiolani, succeduta a Giovanni Di Domenico e Paul Weston.